# Neujahrsblatt der GGG
Das Neujahrsblatt der GGG ist eine seit 1821 von der Gesellschaft für das Gute und Gemeinnützige Basel (GGG) jährlich herausgegebene Schrift, die jeweils mit einem Thema aus der Geschichte Basels befasst.
1819 beschloss die GGG nach dem Vorbild anderer Kantone ein Neujahrsblatt für Basels (männliche) Jugend herauszugeben. 1821 erschien der erste Band mit der Lebensgeschichte des GGG-Gründers Isaak Iselin. Mit Ausnahme der von der Kantonstrennung überschatteten Jahre 1833/34 kam jedes Jahr ein neuer Band heraus. Im Lauf des 19. Jahrhunderts entwickelten sich die Neujahrsblätter zu einer wissenschaftlich fundierten Publikation. Dies veranlasste die mit der Herausgabe betraute Kommission, 1872 den Zusatz „für Basels Jugend“ zu streichen. Zu den Autoren der Neujahrsblätter gehören auch namhafte Historiker wie Jacob Burckhardt und Rudolf Wackernagel. Heute erscheint das Neujahrsblatt der GGG beim Schwabe Verlag.